# Patergia
A patergia é uma doença da pele em que um pequeno trauma, como um inchaço, hematoma ou frio, leva ao desenvolvimento de lesões, úlceras ou urticárias na pele, que podem ser resistentes à cicatrização. Devido a isso, a patergia também pode causar ulcerações no local das incisões cirúrgicas. Ademais é observada tanto na doença de Behçet quanto no pioderma gangrenoso e em algumas urticárias ao frio.  Um fenômeno altamente semelhante conhecido como fenômeno de Koebner ocorre em doenças autoimunes como psoríase e lúpus eritematoso sistêmico, entre outras.
Uma técnica empregada pelos médicos para auxiliar no diagnostico da Doença Behçet é a tentativa de indução de uma reação patérgica utilizando uma agulha. Esse teste é conhecido como "teste de picada cutâneo". Esse teste, pode ser tanto realizado de modo oral, ou cutâneo. No caso oral, o lábio inferior é o local do teste. O aparecimento de qualquer úlcera ou pápula indica uma reação patérgica positiva. Já cutaneamente a região utilizada é a próxima a fossa cubital. 
A inflamação e a ulceração que ocorrem como resultado da patergia no pioderma gangrenoso geralmente respondem à terapia sistêmica com esteróides.
Doença de Behçet
A doença de Behçet (DB) possui como um de seus princiapis sintomas a reação patérgica. Segundo o Grupo Internacional de Estudos para a Doença de Behçet, esse sintoma está entre os principais critérios necessários para seu diagnóstico. Em todo o mundo, diferentes taxas de reação patérgica positiva no DB foram relatadas.
Além disso, quando os grupos DB-positivos foram estudados para reação de patergia, os grupos de DB positivos para patergia e negativos para patergia mostraram uma proporção semelhante entre homens e mulheres, idade de início da doença e duração média da doença.Eles também exibiram níveis semelhantes de HLA-B51 e uma frequência semelhante de ulcerações orais em familiares próximos. Nesse mesmo estudo as manifestações mucocutâneas, a expressão da doença sistêmica e a gravidade foram semelhantes em pacientes com e sem reação patérgica. 
Vale ressaltar que a presença de uma reação patérgica positiva não está associada a um risco aumentado de manifestações mucocutâneas ou sistêmicas específicas dessa doença e provavelmente não prevê um curso mais grave da doença.  Isso pois, embora uma reação patérgica positiva ajude a confirmar um diagnóstico específico de doença de Behçet, uma reação negativa não invalida um diagnóstico de DB, porque o processo da doença deve estar ativo no momento do teste cutâneo para produzir uma reação de patergia. Sabe-se também que as diferenças na patergia positiva/negativa e sua gravidade dependem da atividade da doença, da etnia, do tipo de agulha utilizada para o teste cutâneo, entre outros fatores. 